# タモリ・中居のドラマチック・リビングルーム
『タモリ・中居のドラマチック・リビングルーム』（タモリ・なかいのドラマチック・リビングルーム、英称：DRAMATIC LIVING ROOM）とは、フジテレビ系列にて2011年10月10日から2012年10月8日までの月曜日 21:00 - 23:13（JST）に毎年、テレビ番組改編時期の春と秋に放送されていたトークバラエティ特別番組である。タモリと中居正広が総合司会を務める冠番組。通称は『ドラマチック・リビングルーム』。ステレオ放送、ハイビジョン制作が実施されていた。

## 概要
2010年4月12日から2011年4月11日までの春と秋のテレビ番組改編時期の月曜日の21:00 - 23:33（JST）に生放送がされていた、同局のトークバラエティ特別番組『夜の笑っていいとも!春・秋のドラマ特大号』の後継番組として放送を開始。
総合司会は前番組と引き続いて、タモリと中居正広が務めた。当番組は毎回、番組タイトルが異なっていた。また、番組の音声モードもモノラル放送からステレオ放送に変更された。
2013年春改編期では、当番組自体が外されており、これ以降「オールスター春秋の祭典スペシャル」以降続いたフジテレビ系列の人気番組・新番組が集結する大型特番は一時期途絶えていたが、2017年春改編期から「さんまの番組向上委員会」が放送されるようになった。
中居正広の司会による大型特番は2022年春からの『タイムリミットバトル ボカーン!』まで途絶える。

## 出演者

### 総合司会
- タモリ
- 中居正広（当時SMAP）

### ナレーション
- 牧原俊幸（フジテレビアナウンサー、オープニングの番組紹介と番組タイトルコールのみ）

## 放送内容

### 2011年 秋
- 番組名：『タモリ・中居の手ぶらでイイのに…!?〜ドラマチック・リビングルーム〜DRAMATIC LIVING ROOM』[3]
- 放送日・放送時間：2011年10月10日（月曜日）21:00 - 23:18（JST）。テレビ大分では、2011年10月15日の12:00 - 14:20（JST）に遅れ放送。

第1弾。総合司会のタモリの自宅の大広間（リビングルーム）とした、番組セットで総合司会のタモリと中居正広が番組の中心となり、ホームパーティーが開催される設定で、2011年秋の新番組ドラマ出演者15名程度（主にフジテレビ系列のゴールデンタイム・プライムタイムの新番組ドラマから、「月9」、「火9」、「火10」、「木10」、「日9」の枠で放送されるドラマと、接待役として「笑っていいとも!」の出演者、計6番組の各ドラマ約3名ずつが参加。
総合司会のタモリは、台所に常に引きこもってシェフ達（服部栄養専門学校）と豪華な料理を作って、大広間（リビングルーム）に運び入れる。またパーティーグッズとして、内容を約5分程度で簡単に紹介したDVDと人物相関図のフリップ1枚だけで各ドラマを紹介する。
紹介された各ドラマの見所、「手ぶらでイイのに…!?」と言う番組タイトルにちなんで各ドラマが持参したお土産を紹介しながら、出演者全員でトークを展開する。
前述の通り、ホームパーティーの形式を採っている為、タモリは家にいるかのように冒頭から草彅剛が横になって頬杖をついていたり、出演者全員でタモリらがもてなした料理やバーベキューを呑み喰いしたり、カラオケを唄ったり、番宣DVDを隠すなどのイタズラを仕掛けたりと、ほぼ自由なスタイルでの放送を行った。
エンディングでは出演者全員で集合写真を撮影して終了となった。
当時は、総合司会の中居正広が同日にTBS系列で生放送の音楽番組『カミスン!』の司会（MC）を担当しており、また、火9『謎解きはディナーのあとで』チームの出演者である櫻井翔（嵐）も同日に、日本テレビ系列で報道番組『NEWS ZERO』の月曜キャスターに生出演することから、生放送ではなく完パケ形式での録画放送で実施。
初回の視聴率は、14.7%だった（ビデオリサーチ社調べ）。また、当番組は「ギャラクシー賞」、2011年10月度の月間賞を受賞した。

#### ゲスト
○：アシスタント係
- （月9）『私が恋愛できない理由』 - 香里奈、吉高由里子、大島優子（AKB48）
- （火9）『謎解きはディナーのあとで』 - 櫻井翔（嵐）、北川景子、椎名桔平
- （火10）『HUNTER〜その女たち、賞金稼ぎ〜』 - 米倉涼子、谷原章介、桐谷美玲
- （木10）『蜜の味〜A Taste Of Honey〜』 - 榮倉奈々、菅野美穂、ARATA
- （日9）『僕とスターの99日』 - 西島秀俊、キム・テヒ、佐々木蔵之介
- （平日）『笑っていいとも!』 - 草彅剛（SMAP）、タカアンドトシ（タカ・トシ）[6]、秋元才加（AKB48）○、指原莉乃（AKB48）○、渡辺直美○

### 2012年 春
- 番組名：『タモリ・中居のコンビニでイイのに!?〜ドラマチック・アウトドア〜DRAMATIC OUTDOOR』[7]
- 放送日・放送時間：2012年4月9日（月曜日）21:00 - 23:18（JST）

第2弾。今回は生放送形式に戻った。総合司会のタモリと中居が主催するお花見の会場に2012年春から放送が開始される、新ドラマ出演者（このクールから「土23」が新設された為6番組に増大）と、アシスタント役として『笑っていいとも!』から指原莉乃（AKB48）・渡辺直美が、盛り上げ役として加藤浩次が参加。
花見会場という設定以外は基本的に2011年秋と同じだが、余興としてバスケットボールのフリースローゲームも新設された。
また、中居が他局の自身の連ドラ（「日曜9時は当たる!」と発言）を遠まわしに宣伝するイタズラもあった。

#### ゲスト
○：アシスタント係
- （月9）『鍵のかかった部屋』 - 大野智（嵐）、戸田恵梨香、佐藤浩市
- （火9）『リーガル・ハイ』 - 堺雅人、新垣結衣、小池栄子
- （火10）『37歳で医者になった僕〜研修医純情物語〜』 - 草彅剛（SMAP）、水川あさみ、ミムラ
- （木10）『カエルの王女さま』 - 天海祐希、石田ゆり子、大島優子（AKB48）
- （土23）『未来日記-ANOTHER:WORLD-』 -  岡田将生、剛力彩芽、佐野史郎
- （日9）『家族のうた』 - ユースケ・サンタマリア、貫地谷しほり、トータス松本
- （平日）『笑っていいとも!』 - 渡辺直美○、指原莉乃（AKB48）○
- 加藤浩次（『笑っていいとも!』OB）

### 2012年 秋
- 番組名：『タモリ・中居のガチでイイのに!?〜ドラマチックリビングルーム〜DRAMATIC LIVING ROOM』[8]
- 放送日・放送時間：2012年10月8日（月曜日）21:00 - 23:13（JST）

第3弾。前回（2011年 春）より放送時間が5分短縮放送。再びホームパーティー設定・完パケ形式での録画放送になった。
今回、タモリ・中居を除いて『笑っていいとも!』レギュラー出演者などバラエティー番組出演者は不在（アシスタントはボーイ姿に扮したスタッフが務めていた）。オープニングも、パーティー会場に入場しながら顔を出す前回までの形式から、放送開始時には既にテーブルに着いている状態に変わった。
今回は、番宣を賭けた出演者達によるゲーム大会を中心に、トークも繰り広げた。
行われたゲーム大会は以下（内は優勝チームを記載）。
- 腕相撲（火9）
- あっち向いてホイ（火9）
- アーチェリー（月9）
- 紙飛行機飛ばし（火10）
- 黒ヒゲ危機一髪（日9）
- スリッパ卓球（土23）
- あっち向いてホイ!2（月9）

「木10」は最後まで勝てなかったが、スリッパ卓球の後に番宣を行っている。

#### ゲスト
- （月9）『PRICELESS〜あるわけねぇだろ、んなもん!〜』 - 木村拓哉（SMAP）、香里奈、藤木直人
- （火9）『遅咲きのヒマワリ〜ボクの人生、リニューアル〜』 - 生田斗真、桐谷健太、香椎由宇
- （火10）『ゴーイング マイ ホーム』 - 阿部寛、西田敏行、YOU
- （木10）『結婚しない』 - 菅野美穂、天海祐希、玉木宏
- （土23）『高校入試』 -  長澤まさみ、南沢奈央、徳山秀典
- （日9）『TOKYOエアポート〜東京空港管制保安部〜』 - 深田恭子、佐々木希、瀬戸康史
- 坂倉加奈子（パティシエ[9]）

## スタッフ

### 2012年 秋
- 制作：港浩一・石原隆（フジテレビ）
- 企画統括：片岡飛鳥・小松純也（フジテレビ）
- 構成：小野高義、桝本壮志、大平尚志、大井達朗
- スーパーバイザー：高平哲郎・鶴間政行
- TD（テクニカルディレクター）：佐々木信一（共同テレビ）
- SW（スイッチャー）：上村克志（共同テレビ）
- CAM（カメラマン）：小林知司（共同テレビ）
- VE（ビデオエンジニア）：川崎淳（共同テレビ）
- AUD（オーディオ）：高橋敬（共同テレビ）
- PA：吉竹新（サンフォニックス）
- SLOW：菅谷恵子、上野剛、古橋信光、進藤隆富、原田史泰
- 照明：岸本直樹（FLT）
- 編集：相澤太郎・久世圭子（共同エディット）
- MA（マルチオーディオ）：米山佐和子（共同エディット）
- 音響効果：松長芳樹（Digital circus）
- 美術制作：井上明裕（フジテレビ）
- デザイン：棈木陽次（フジテレビ）
- 美術進行：中村秀美
- 大道具：鎌田大祐
- 装飾：山下正美
- 持道具：土屋洋子
- 衣裳：浅見彰（タモリ担当）
- メイク：大高里絵（タモリ担当）
- 視覚効果：猪又悟
- 電飾：渕井猛司
- アクリル装飾：犬塚健
- スタイリスト：木下克之（ガット） - タモリ担当
- 生花装飾：山寺由美
- 植木装飾：広田明
- タイトル：岩崎光明（フジテレビ）
- 装飾タイトル：竹内理恵
- CG：岡本英士（フジテレビ）
- 連絡：小林琴美・黒柳法子・弦牧和子（フジテレビ）
- TK（タイムキーパー）：楮本眞澄・槙加奈子・海老澤廉子（TBG）
- 編成：濱野貴敏・加藤達也（フジテレビ）
- 広報：小中ももこ（フジテレビ）
- FD（フロアディレクター）：東隆志（クリーク・アンド・リバー社）、小林正彦（フジテレビ）
- 協力プロデューサー：牧野正、村瀬健、成河広明、小林宙・江森浩子（共同テレビ）、豊福陽子（関西テレビ）、熊谷喜一、中野利幸、羽鳥健一、柳川由起子、長部聡介、関口大輔
- ディレクター：塩谷亮・出口敬生・木月洋介・渋川大輔（フジテレビ）、鈴木剛・杉原裕一（オイコーポレーション）、庄司裕暁（FCC）、渋谷曜
- 制作プロデューサー：及川俊明・伊戸川俊伸（オイコーポレーション）、松本明美（フジテレビ）
- プロデューサー：春名剛生・上野貴央・河本晃典（フジテレビ）
- 演出・プロデュース：金子傑（フジテレビ）
- チーフプロデューサー：黒木彰一（フジテレビ）
- 収録：フジテレビ湾岸スタジオ
- 協力：共同テレビ、サークル、東京チューブ、明光セレクト、SHIBUYA、服部栄養専門学校
- 制作協力：田辺エージェンシー、ジャニーズ事務所
- 制作：フジテレビバラエティ制作センター
- 制作著作：フジテレビ

### 過去のスタッフ
- SW（スイッチャー）：大嶋徹・二見健二（共同テレビ）
- VE（ビデオエンジニア）：竹内貴志・郡司洋（共同テレビ）
- AUD（オーディオ）：近藤崇宏（共同テレビ）
- PA：大島啓光（サンフォニックス）
- 編集：三澤祐大（共同エディット）
- MA（マルチオーディオ）：泉英里奈・緒方美奈・高橋誠一郎（共同エディット）
- 装飾：林成利
- メイク：齋藤久子（タモリ担当）
- 連絡：林田直子（フジテレビ）
- TK（タイムキーパー）：水越理恵（TBG）
- 編成：渋谷謙太郎・安喜昌史（フジテレビ）
- 協力プロデューサー：中野利幸・石川綾一・小原一隆・渡辺恒也・藤野良太（フジテレビ）、永井麗子・稲田秀樹・橋本芙美（共同テレビ）、河西秀幸・木村淳（関西テレビ）、千葉行利（ケイファクトリー）
- ディレクター：木村剛（フジテレビ）